# Школа № 1502 при МЭИ
Школа № 1502 «Энергия» — государственное учебное заведение среднего образования города Москвы.

## История школы № 1502
Школа № 1502 "Энергия" была организована в 1989 году по инициативе Перовского районного управления образования города Москвы и Московского энергетического института как средняя общеобразовательная школа № 1027 энергофизического профиля для учащихся 10-х и 11-х классов. По итогам собеседования было набрано 10 десятых и 6 одиннадцатых классов. При школе был открыт вечерний межшкольный факультатив.
На первом этапе становления школы были выполнены основные задачи формирования учебного плана, соответствующего физико-математической школе при вузе; сбалансированы дисциплины естественно-научного и гуманитарного циклов, физического воспитания и профориентирующего цикла; сформирован работоспособный «смешанный» коллектив из педагогов вуза и школы; отработана технология конкурсного набора учащихся; создана материальная база школы; апробирована концепция воспитательной работы. С 1990 года в лицее начинается реализация лонгитюдных проектов — лицейского творческого супермарафона «Каждый человек талантлив!», а с 1991 года — проведение Открытой Российской научно-практической конференции школьников по физике, математике, информатике. В том же году началась профилизация образования: были открыты профильные 9-е классы (экономический, экологический, углубленного изучения иностранного языка).
В 1992 году школа № 1027 первой в Москве успешно прошла лицензирование и аттестацию, и была аккредитована в качестве первого московского официального государственного лицея как Энергофизический лицей № 1502 при МЭИ. Этот этап становления лицея был связан с гуманитаризацией образовательного процесса (1993 г. — межведомственная программа с Московской государственной филармонией, 1994 г. — грант фонда Сороса за гуманитаризацию технического образования), индивидуализацией образовательных маршрутов учащихся (1995 г. — экспериментальная площадка МКО «Разноуровневое обучение иностранному языку в техническом вузе», Российско-Крымская молодёжная археологическая экспедиция, Городские исторические чтения «Защитники Отечества», 1996 г. — открытие АНО «Импульс» при лицее, 1997 г. — программа экологического мониторинга района «Ивановское», 1999 г. — творческий литературный семинар «Я хочу быть услышан…», 2000 г. — экспериментальная площадка МКО-«Релод» «Интегративная модель основного и дополнительного языкового образования»), разработкой и внедрением программы «Здоровье» (1996), предусматривающей формирование позитивного отношения к физкультурно-оздоровительной активности (1997 г. — экспериментальная площадка МКО «Реализация индивидуального подхода к физическому воспитанию на основе информационных технологий», 1998 г. — программа «Школа выживания»).
С 2001 года официальное название лицея — ГОУ Лицей № 1502 при МЭИ.
С 2020 года официальное название учреждения — ГБОУ Школа № 1502.
В школе организована нетипичная для российских школ система занятий. Она приближена к таковой в высших учебных заведениях и обладает следующими характеристиками:
Разделение класса на подгруппы для широкой категории учебных дисциплин. У 9—11-х классов принято разделение на две подгруппы, приблизительно равные по успеваемости учащихся (как её среднему значению, так и характеристикам её ряда распределения). Такое разбиение класса из 30 человек на подгруппы по 15 человек в каждой позволяет преподавателям уделять больше внимания каждому учащемуся внутри подгруппы, лучше организовывать контрольные мероприятия, упростить применение дисциплинарных мер к допускающим несерьёзное поведение ученикам.
Разделение занятий на лекционные и семинарские для широкой категории учебных дисциплин. В связи с интеграцией учебных программ школы в учебные программы ведущих технических вузов России, занятия по многим учебным дисциплинам подразделяются, как в втузах, на лекции, семинары и (по физике) лабораторные работы. Этот подход преследует несколько целей:
Оптимизация преподавательского труда, так как теоретические основы учебного предмета, излагаемого на лекциях, практически всегда совпадают для многих профилей обучения;
Разделение труда между преподавателями: лектором, семинаристом, лаборантами;
Увеличение учебного времени для развития практических навыков учащихся.

## Состав
После реорганизации 2018 года учреждение состоит из корпусов Альфа (ГБОУ Лицей № 1502 при МЭИ), Бета (ГБОУ Школа № 1254), Гамма (ГБОУ Школа № 1254), Дельта (ГБОУ СОШ № 799, ГБОУ СОШ № 905, ГБОУ начальная школа-детский сад № 1886, ГБОУ детский сад комбинированного вида № 1038, ГБОУ детский сад № 933, ГБОУ детский сад комбинированного вида № 1761).